# Fusillade de Grasse
La fusillade de Grasse est une fusillade en milieu scolaire qui s’est produite le 16 mars 2017 à la mi-journée, au lycée Alexis de Tocqueville dans la ville de Grasse en France.
L'événement a été décrit dans certains médias comme la première fusillade de masse en milieu scolaire sur le territoire français,, faisant abstraction par exemple, de la tuerie à l'école juive Ozar Hatorah à Toulouse en 2012. Contrairement à la tuerie de 2012, perpétrée par un terroriste extérieur à l'établissement, l'auteur identifié était ici un élève étudiant dans le lycée même.

## Le jour de la fusillade
Le 16 mars 2017 vers 12h30, un élève de 16 ans en première littéraire au lycée Alexis de Tocqueville à Grasse, nommé « Killian B. » dans les médias, pénètre dans son établissement et blesse cinq personnes, dont le proviseur blessé au bras en tentant de s'interposer. Killian B. est interpellé sans opposer de résistance. Dans un contexte d'attentats fréquents à cette période en France, l'alerte attentat est déclenchée.
L'auteur « Killian B. » (né en novembre 2000) a été décrit dans les médias comme le fils d'un conseiller municipal de Grasse.

## Enquête
Dans les jours qui suivirent la fusillade, les enquêteurs retrouvèrent sur les réseaux sociaux du tireur de nombreuses photos macabres, dont certaines réelles provenant de la tuerie de Columbine en 1999. Les experts dressent le profil d'un jeune homme fragile, ayant eu des difficultés d'insertion au sein du lycée, ces dernières seraient la raison principale du passage à l'acte selon la procureure Fabienne Atzori. La procureure indique également que le tireur aurait pu avoir recherché ses cibles, sans confirmer la thèse.
Le tireur expliquera lui-même lors d'une audition qu'il voulait se venger de certains élèves. Ce dernier disait être victime de moqueries de élèves du lycée sur qui il a progressivement fait une fixation, bien que les accusations de harcèlement scolaire soient rejetées. Il rêvait de devenir le tout premier « school shooter français » selon Le Monde, prenant exemple sur la tuerie de Columbine par laquelle il était fasciné. Il se présentait sur internet comme celui qui « marquera l'histoire avec votre sang » deux jours avant la fusillade.
L'enquête déterminera qu'il s'était procuré les armes chez son grand-père. Le meilleur ami du tireur sera recherché puis arrêté, puis dédouané de toute responsabilité par Killian B lui-même lors de l'audition.
En mars 2018, malgré la décision du juge des libertés et de la détention de libérer Killian B, cette décision est contredite par la chambre d'instruction et ce dernier reste en détention,.
Le 16 Mars 2020, après 3 ans Killian B, est libéré et sorti de sa détention. Pour cause de Covid-19, le procès du tireur présumé du lycée Tocqueville de Grasse a été ajourné et le jeune homme remis en liberté.